# 스티브 랜디스버그

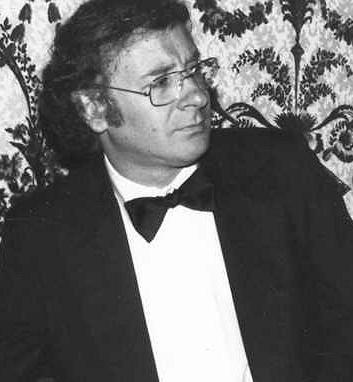

스티브 랜디스버그(Steve Landesberg, 1936년 11월 23일 ~ 2010년 12월 20일)는 미국의 각본가, 배우, 성우이다.
뉴욕에서 태어났으며 로스앤젤레스에서 사망하였다. 사인은 대장암이다.

## 영화
- 유 돈 노우 잭: 잭 수 스토리 (2009년)
- 거친 녀석들 (2007년)
- 귀여운 백만장자 (1993, Little Miss Millions)
- 특명 작전 (1991년)
- 최후 통첩 (1989년)
- 블레이드 (1973년)